# Oochoristica novaezelandae
Oochoristica novaezelandae är en plattmaskart som beskrevs av Schmidt och Allison 1985. Oochoristica novaezelandae ingår i släktet Oochoristica och familjen Anoplocephalidae. Inga underarter finns listade i Catalogue of Life.